# Gilman School
La Gilman School és una escola privada i independent per a nois situada al barri de Roland Park a Baltimore, fundada el 1897 com la primera escola diària per a nois als Estats Units. Ofereix tres nivells educatius: Lower School (de P3 a 5è), Middle School (6è a 8è) i Upper School (9è a 12è). Amb uns 1.400 estudiants i 146 professors, és membre de l'Association of Independent Maryland Schools i de la Maryland Interscholastic Athletic Association.
Entre els seus antics alumnes hi ha figures destacades com l'escriptor Walter Lord, el periodista esportiu Frank Deford i l'assassí acusat Luigi Mangione.